# دنیل گویت
دنیل گویت (انگلیسی: Danielle Goyette؛ زادهٔ ۳۰ ژانویهٔ ۱۹۶۶) بازیکن هاکی روی یخ اهل کانادا است.
وی همچنین برندهٔ جوایزی همچون تالار افتخارات هاکی شده‌است.